# میر سید علی ولی
میر علی ولی فرزند میر سید جلال‌الدین بخارایی  زاده قرن ششم قمری و داماد معین الدین شاهرخ تیموری بود. او در ولسوالی بلخاب، در شمال غرب افغانستان به فعالیت پرداخت و اکنون نسلی از سادات افغانستان به او منسوب هستند.

## زندگی‌نامه
میر سید علی ولی بنا به قولی در حدود سال ۸۱۰ ق؛ و بنا به قولی دیگر در سدۀ هفتم از مسیر مشهد و سپس هرات وارد افغانستان می‌شود. وی در منطقۀ بلخاب که اکنون در ولایت سرپل افغانستان قرار دارد ساکن شده، ازدواج می‌کند و به تبلیغ دین و احکام اسلامی می‌پردازد.
حضور میر سید علی در بلخاب و فعالیت‌های علمی، دینی و مذهبی او در مناطق اطراف باعث رونق اسلام و مذهب جعفری نه تنها در بلخاب که در کل ساحۀ شمال افغانستان و هزارجات می‌گردد. با ورود وی به بلخاب کاروان‌هایی از عالمان و دولتمردان به قصد دیدار با وی از سمرقند تا هرات وارد بلخاب شدند؛ تا جایی که شاهرخ به شخصیت وی علاقه‌مند شد و چندین‌بار وی را از بلخاب به مرکز حکومت خراسان یعنی هرات دعوت نمود و دخترش را به عقد او درآورد. در آخرین سفر در حالی که شاهرخ در شهر ری دار فانی را وداع گفته بود، بر طبق وصیتش جنازۀ او را به هرات بردند و میر سید علی ولی بر او نماز خواند.
آغاز گسترش دین و دانش در بلخاب و نواحی اطراف آن به‌طور جدی به همین تاریخ بازمی‌گردد. از آن پس بلخاب به رغم دورافتادگی و محرومیت از همۀ امکانات زندگی، به‌عنوان یکی از مراکز مهم فرهنگی، علمی و دینی در کل افغانستان و به‌ویژه در شمال افغانستان عرض اندام می‌کند و تأثیرات بسیاری بر دیگر مناطق همجوار خود می‌گذارد که نقش مفید علمی و دینی خود را تاکنون نیز همچنان حفظ کرده‌است.
وی که در قسمت غرب درۀ بلخاب زندگی می‌کرد، پس از درگذشت، او را در همانجا به خاک سپردند و از آن پس غرب درۀ بلخاب، درۀ مزار نامیده شد و قریۀ محل دفن او پای زیارت خوانده می‌شود. هم‌اکنون مقبرۀ میر سید علی یکی از زیارتگاه‌های معروف در شمال افغانستان است و همه ساله هزاران نفر به زیارت قبر میر سید علی می‌آیند.
وی همچنین به عنوان جد سادات بلخاب و برخی از مناطق شمال افغانستان شناخته می‌شود.

## پی‌نوشت‌ها
1. 1 2 3  گروه حوزه علمیه تبیان، علامه شهید سید اسماعیل بلخی (قسمت اول)، مؤسسه فرهنگی و اطلاع‌رسانی تبیان، ۲۴/۴/۱۳۸۹.
2. ↑  سید طاهر نادری، برگردان جدید تاریخ ورود سادات‌ها به افغانستان، سایت کابل پرس، 2 مارس 2011.[پیوند مرده]
3. 1 2 3 4  سید اسحاق شجاعی، بلخاب؛ چرا فراموش شده است؟!(قسمت چهارم)، خبرگزاری صدای افغان(آوا)، ۱۷ حمل ۱۳۸8.